# Katetr

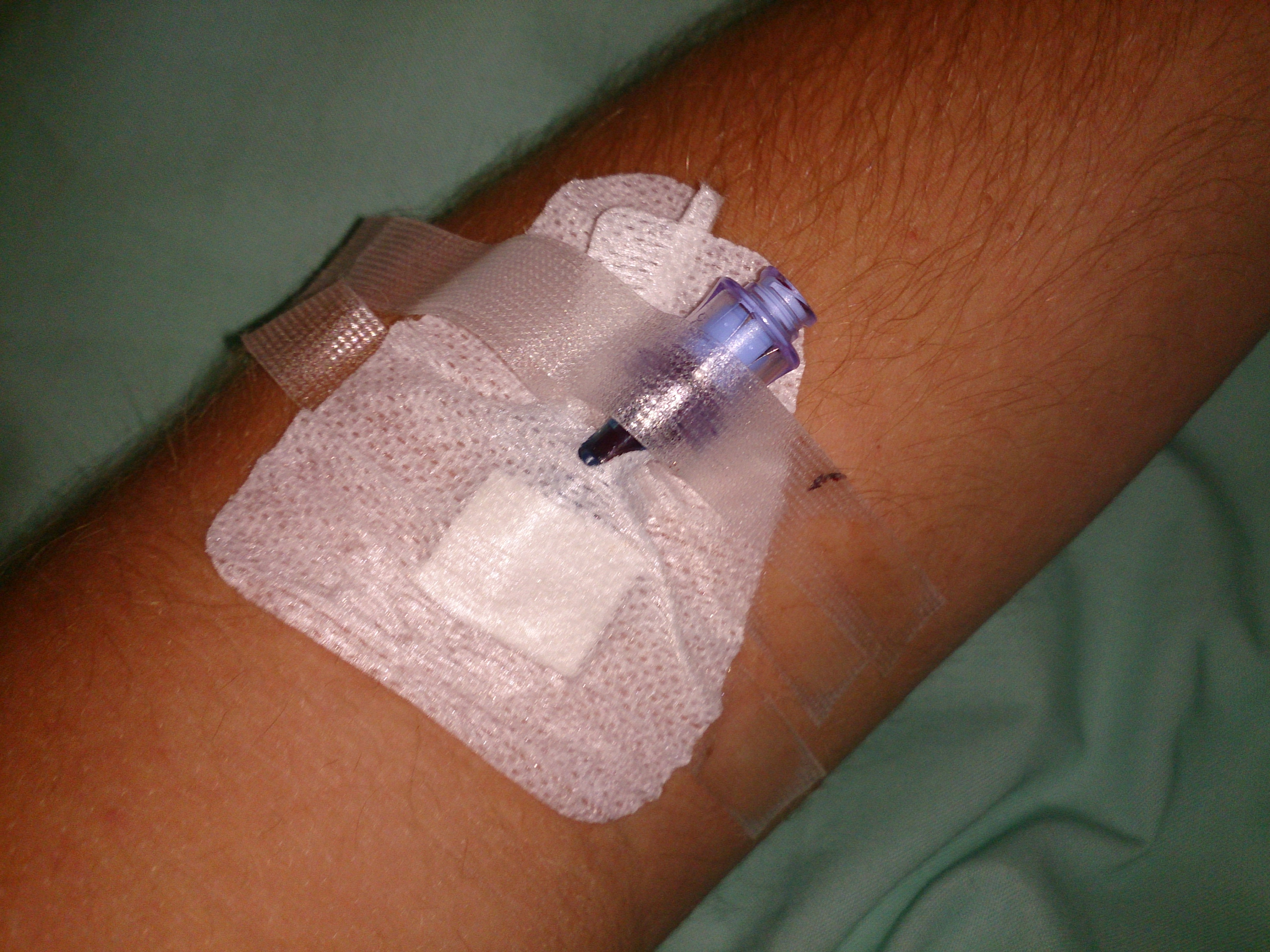
Katetr na pacientově ruce. Tento konkrétně sloužil k podávání kapaček.

Katetr (též katétr) je lékařský nástroj, praktická pomůcka, která slouží k vyšetřování, podávání látek a léků, vyplachování či vyprazdňování tělesných dutin lidí či zvířat.
Zpravidla se jedná o trubičku nebo hadičku (doplněnou o další pomůcky a nástroje), kterou lékař zavádí do nějakého dutého tělního orgánu. Tato činnost se nazývá katetrizace. Bývá užíván například při vyšetřeních srdce, krve, močového měchýře a v dalších lékařských postupech.

## Močový katetr
V případě katetrizace močového měchýře hovoříme o cévkování, speciální katetr pro tento účel se pak nazývá cévkovač neboli močový katetr, nebo také urinální katetr.

## Cévní katetr

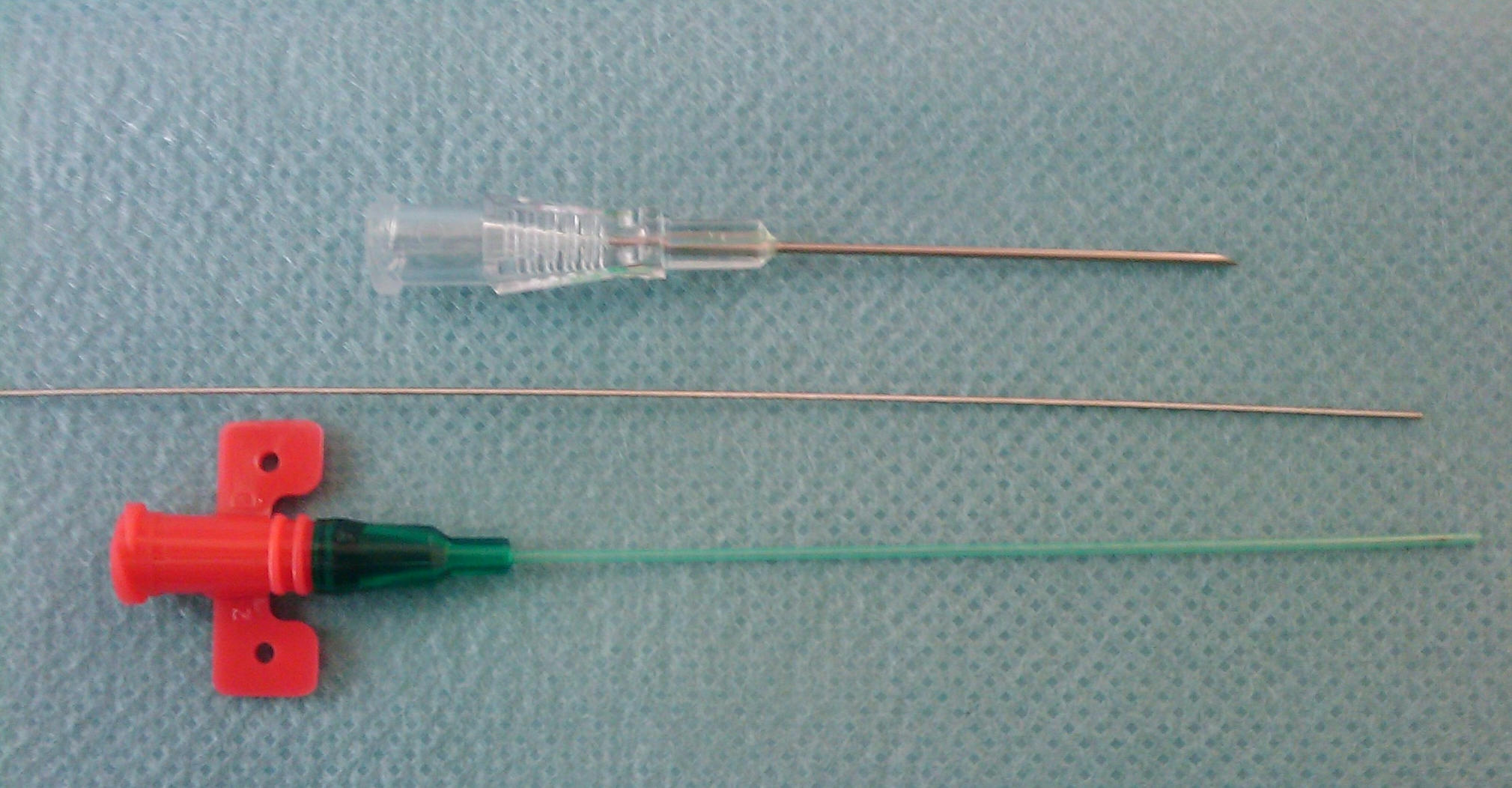
Katetr před použitím.

Katetry zaváděné do žil jsou označovány jako žilní katetry, katetry zaváděné do tepen jako arteriální katetry. Používají se například při podávání léků, při angiografiích a při speciálních vyšetřeních krve.
Používají se také při chemoterapii, kde jsou zejména u dětí užívány intravenózní katetry či centrální žilní katetry (popřípadě cévní kanyly).

## Katetry veterinární
Speciální katetry jsou využívány i ve veterinární praxi například pro vyšetření vemene u dojnic apod.